# Національна сільськогосподарська бібліотека США
Національна сільськогосподарська бібліотека (англ. United States National Agricultural Library, NAL) — галузева бібліотека, а також головний центр науково-технічної інформації Міністерства сільського господарства США.
Бібліотека є однією з найбільших в світі сільськогосподарських бібліотек, та однією з п’яти національних бібліотек США (поряд із Бібліотекою Конгресу, Національною медичною бібліотекою, Національною транспортною бібліотекою та Національною  бібліотекою Міністерства освіти США).
У фондах установи міститься не тільки великий асортимент сучасних видань, а й рідкісні документи, які мають також велику історичну цінність (починаючи з 15-16 ст.), періодика, фотографії, аудіовізуальні матеріали та багато іншого.

## Історія

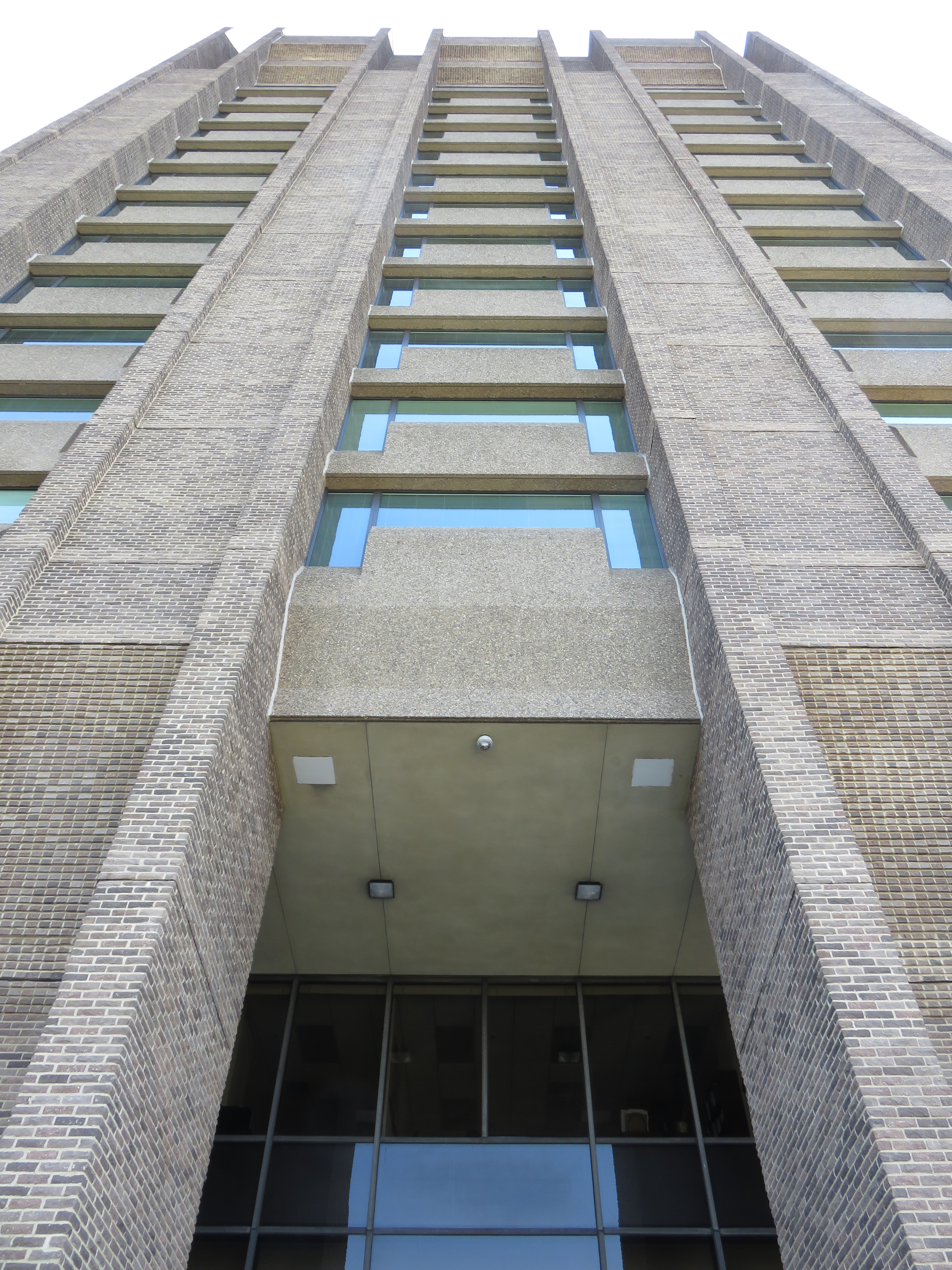
Фасад бібліотеки

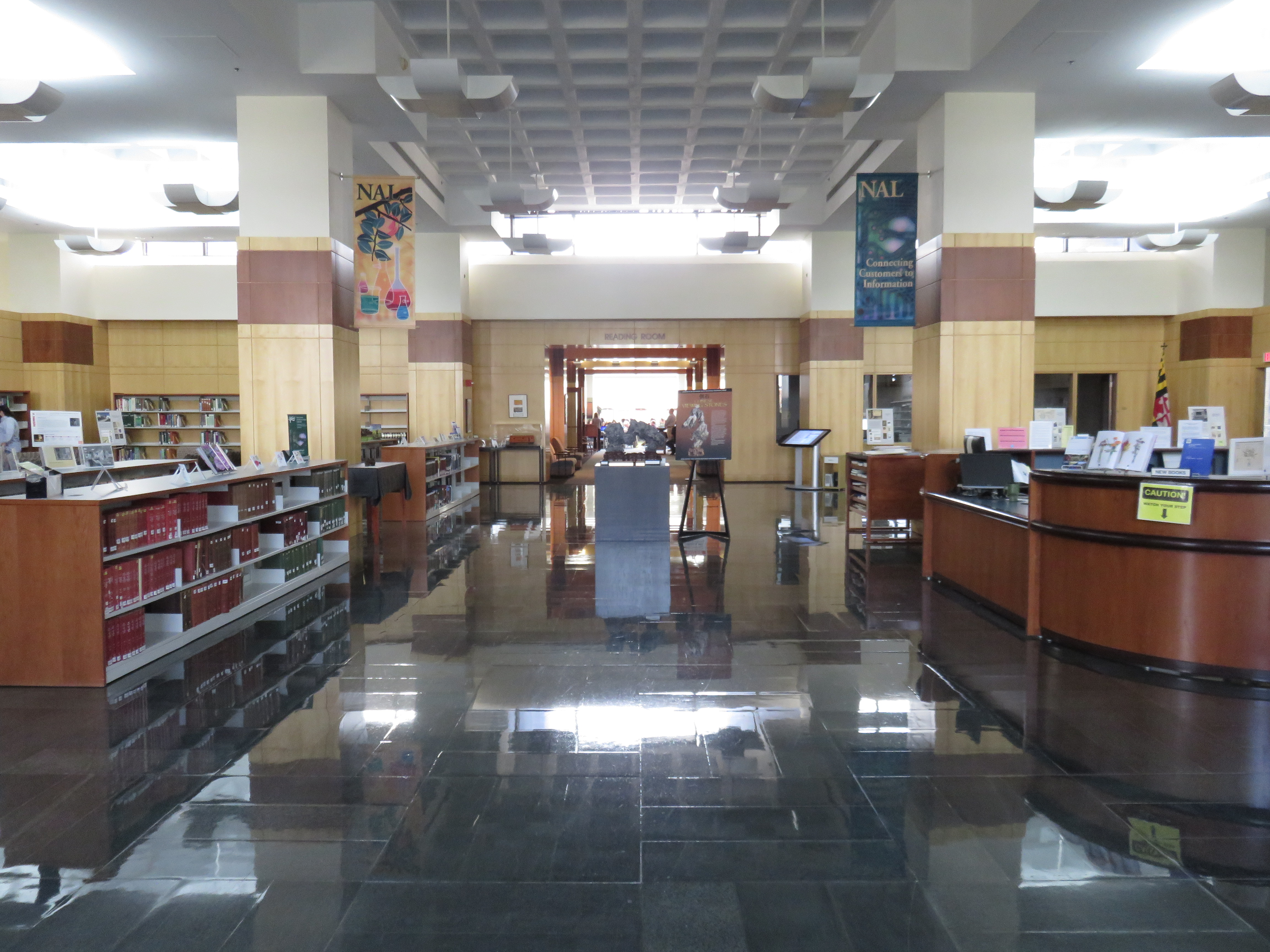
Вестибюль бібліотеки

Бібліотеку було засновано у 1862 році завдяки постанові Конгресу США («Organic act» від 15 травня 1862 року), яку своїм підписом Авраам Лінкольн зробив Законом.
У 1863 році фонди бібліотеки налічували 1000 томів, переданих із сільськогосподарського відділу Патентного відомства США. До 1889 року колекція бібліотеки збільшилася до 20 000 томів, тому для створення системи класифікації найняли бібліотекаря з Емгерстського коледжу. На той час бібліотека розташовувалася на другому поверсі головного корпусу Департаменту сільського господарства. У 1893 році Вільяма Каттера (William Cutter) прийняли на посаду бібліотекаря Департаменту і він розпочав реорганізацію, щоб модернізувати бібліотеку та підвищити її ефективність. Його головним досягненням було об'єднання колекції бібліотеки з 38 000 томів в одну центральну бібліотеку; раніше більше половини колекції бібліотеки зберігалося в підвідомчих бібліотеках по всій території Сполучених Штатів. До 1900 року фонди бібліотеки налічувала 68 000 томів, а в 1915 році бібліотеку було переміщено до більшого приміщення в офісному будинку Бібера. У 1932 році бібліотека повернулася до приміщень у Міністерства сільського господарства.
У 1934 році колекція досягла 250 000 томів і бібліотека почала брати участь у створенні бібліофільмів, задля постачання науковцям копій статей на мікрофільмах. Це була перша масштабна спроба бібліотеки надати копії бібліотечних матеріалів, а не оригінали документів, і протягом першого року було розповсюджено понад 300 000 примірників.
Під час Другої світової війни Міністерство сільського господарства зазнало реорганізації для задоволення потреб війни. Бібліотеку децентралізовану з 1920 року, було об’єднано у едину установу під керівництвом Ральфа Шоу.
Вона слугувала відомчою бібліотекою до 1962 року, допоки 23 травня 1962 року, до 100-річчя створення бібліотеки, міністр сільського господарства Орвілл Фріман (Orville Freeman) офіційно не затвердив її як Національну сільськогосподарську бібліотеку, що зробило її третьою національною бібліотекою у Сполучених Штатах. У 1964 році Конгрес виділив кошти, щоб розпочати створення нової бібліотечної установи в Белтсвіллі, штат Меріленд, на території Дослідницького центру сільського господарства ім. Генрі Воллеса (Henry A. Wallace Beltsville Agricultural Research Center). Будівництво нового об’єкту розпочалося в 1965 році, а вперше його відкрили в 1969 році. У 2000 році міністр сільського господарства Деніел Глікман (Daniel Glickman) дав назву споруді — Будівля Авраама Лінкольна (Abraham Lincoln Building).
Основна бібліотека розміщена у будівлі Авраама Лінкольна, сімнадцятиповерховому приміщенні на території  Національного дослідницький центр сільського господарства. Бібліотека також керує відділенням у Вашингтоні (округ Колумбія), відомим як Довідковий центр округу Колумбія, який розташовується у Південному корпусі Міністерства сільського господарства. Також до складу бібліотеки входить Навчально-дослідний центр сільського господарства ім. Пола Л. Бірна, розташований у штаті Каліфорнія.

## Послуги
- PubAg

PubAg — це пошукова система, яка надає громадськості розширений доступ до досліджень, опублікованих вченими Міністерства сільського господарства США, а також до інформації, що стосується сільського господарства. На своєму запуску 13 січня 2015 року «PubAg» зробив доступними понад 40 000 публікацій науковців Міністерства та надав доступ до додаткових 300 000 цитат.
- Ag Data Commons

Ag Data Commons — це сховище та каталог наукових даних, які пов’язані з публікаціями Служби досліджень сільського господарства США та інших установ. Включені дані фінансуються Міністерством, повністю або частково.
- LCA Commons

Це співпраця між федеральними агенціями, приватним сектором та науковцями. Метою LCA Commons є накопичення та архівування даних, так званого «аналізу життєвого циклу» (англ. Life-cycle assessment), що представляють економічну діяльність США, роблячи їх вільно доступними для повторного використання.
- i5K Workspace @ NAL

- AGRICOLA

Бібліотека підтримує AGRICOLA (AGRICultural OnLine Access), найбільшу бібліографічну базу даних сільськогосподарської літератури у світі. Вона містить понад 4,1 мільйона публікацій, датованих ще 15 століттям. 78 відсотків записів припадає на статті журналів та розділи книг, тоді як 22 відсотки охоплюють книги, журнали, карти, електронні ресурси та аудіовізуальні матеріали. База даних індексує публікації з багатьох дисциплін, пов’язаних із сільським господарством, включаючи ветеринарію, ентомологію, лісове господарство, аквакультуру та рибне господарство, економіку, харчову галузь та екологічні науки. У 1998 році база даних стала безкоштовно доступною для широкої громадськості у Всесвітній павутині.

### Спеціальні колекції Національної сільськогосподарської бібліотеки
Спеціальні колекції бібліотеки містять рідкісні матеріали, пов’язані з історією сільського господарства, включаючи книги, рукописи, картини та малюнки, насіннєві каталоги, сільськогосподарські фотографії та плакати з 1500-х років до наших днів.

#### Помологічна колекція акварелей
Помологічна акварельна колекція містить понад 7500 оригінальних акварелей на ботанічні сюжети, створені художниками Міністерства між 1886 і 1942 роками, майже половина з яких — яблука. Цей унікальний ресурс, що документує нові інтродукції сортів плодів та ягід, а також зразки, виявлені дослідниками Міністерства сільського господарства. Деякі з цих акварелей було опубліковано у Щорічнику Департаменту сільського господарства США у період 1902 — 1913 роках, але багато з них взагалі ніколи не публікувались.
У колекції представлено близько 65 різних художників, з яких третина — жінки. Лише 9 із 65 відповідають за понад 90% від загальної кількості малюнків.

### Цифрове сховище Національної сільськогосподарської бібліотеки
Цифрове сховище, що було створено у квітні 2006 року, слугує цифровим архівом історичних документів Міністерства сільського господарства. Сховище містить понад 600 000 сторінок оцифрованих текстів. Публікації, що містяться у сховищі, включають випуски Журналу досліджень сільського господарства (Journal of Agricultural Research)  за 1913 — 1949 роки, та архіви Щорічника Департаменту сільського господарства США, що датуються 1894 роком.

### Інформаційні центри
Бібліотека має кілька спеціалізованих інформаційних центрів, які забезпечують доступ до всебічних та важливих інформаційних ресурсів, присвячених конкретним аспектам сільського господарства. У центрах працює персонал, який може обслуговувати клієнтів як на місці, так і по телефону, факсом або електронною поштою. Інформаційні центри Національної сільськогосподарської бібліотеки включають:
- Інформаційний центр систем альтернативного землеробства
- Інформаційний центр захисту тварин
- Інформаційний центр з питань продуктів харчування
- Інформаційне бюро досліджень безпеки харчових продуктів
- Національний інформаційний центр по інвазійним видам
- Сільський інформаційний центр
- Інформаційний центр з питань водних та сільськогосподарських ресурсів